# Campo de gelo
Campos de gelo é a designação dada às massas de gelo com menos de 50 000 km² de superfície, geralmente situadas em regiões de climas frios e altitudes elevadas nas quais ocorre precipitação em forma de neve suficiente para permitir a sua formação. São geralmente áreas extensas cobertas por glaciares de vale interligados. São maiores que os glaciares alpinos, mais pequenos que os mantos de gelo e de área semelhante à das calotas de gelo.
São constituídos por uma grande acumulação de neve que, após anos de compressão e congelação, acaba por converter-se em gelo. Devido à susceptibilidade do gelo à gravidade, os campos de gelo formam-se geralmente em áreas extensas tipo bacias ou no cimo de planaltos, permitindo a formação de uma massa de gelo contínua sobre o relevo e não interrompida por canais glaciares. Na orla dos campos de gelo formam-se muitas vezes glaciares de descarga que servem como canais de drenagem do campo de gelo que é por sua vez recarregado com a queda de neve anual. Enquanto uma calota de gelo não está limitada pela topografia, a morfologia de um campo de gelo é totalmente dominada por ela. Outra característica distintiva relativamente a uma calota de gelo é a ausência da forma de domo.